# Alexandru Ciplea
Alexandru Ciplea, scris uneori Cziple, (n. 28 iunie 1885, Biserica Albă, Ucraina - d. 12 noiembrie 1938, Cluj) a fost un preot și un istoric român.

## Viața și activitatea
Alexandru Ciplea s-a născut la data de 28 iunie, 1985, în localitatea Biserica Albă (astăzi Ucraina). Acesta a urmat studiile secundare la Beiuș, iar mai apoi, din anul 1904 a studiat teologia la Facultatea de Teologie din cadrul Universității din Budapesta pe care o va absolvi în anul 1908. El își va continua studiile tot în cadrul Universității din Budapesta, unde va obține în anul 1910 titlul de doctor în teologie. Din anul 1911, Alexandru Ciplea devine profesor secundar la Năsăud, unde va preda până în anul 1924, când devine profesor la Preparandia din Gherla (1924-1931). Ultimii ani ai vieții i-a trăit în Cluj. În anul 1931 a devenit profesor la Academia Teologică Unită din Cluj, unde a predat până la decesul său în anul 1938.
În ceea ce privește activitatea sa de istoric, Alexandru Ciplea a fost preocupat de istoria românilor care au trăit în zona Maramureșului și Năsăudului. Datorită preocupărilor sale pentru aceste două regiuni, Alexandru Ciplea și-a dedicat o parte din activitatea sa profesională culegerii folclorului maramureșan.

## Scrieri
- Episcopul Ioan Țirca și episcopia din Maramurăș, în Cultura creștină, 1911, vol. 1, nr. 1, p. 22-26.
- Documente privitoare la episcopul Țirca din Maramurăș, în Cultura creștină, 1911, vol. 1, nr. 2, p. 55-62.
- Documente privitoare la Episcopia din Maramurăș, București, Librăriile Socec & Comp, 1916.
- Mourret F., Carreyre J., Ciplea Alexandru, Rezumat al istoriei Bisericii : evul vechiu (30-476), Blaj, Editura Societății „Sfânta Unire”, 1928.
- Virgil Șotropa, Alexandru Ciplea, Năsăudul, București, Cultura Națională, 1924.